# Hotarele
Hotarele es una comuna ubicada en el distrito de Giurgiu, Rumania.

## Superficie
Cuenta con una superficie de 47,80 kilómetros cuadrados.

## Demografía
Hasta 2021 la población era de 3352 habitantes, con una densidad de población de 70,13 habitantes por kilómetro cuadrado.